# Pelasgus marathonicus
Pelasgus marathonicus är en fiskart som först beskrevs av Decio Vinciguerra 1921.  Pelasgus marathonicus ingår i släktet Pelasgus och familjen karpfiskar. IUCN kategoriserar arten globalt som nära hotad. Inga underarter finns listade i Catalogue of Life.